# I. Jagdkorps
O I. Jagdkorps foi um Corpo Aéreo da Luftwaffe que atuou durante a Segunda Guerra Mundial. Foi formado no dia 15 de Setembro de 1943 em Zeist a partir do XII. Fliegerkorps e esteve subordinado ao Luftwaffenbefehlshaber Mitte/Luftflotte Reich. A unidade foi dispensada no dia 26 de Janeiro de 1945 e suas partes integradas à IX. Fliegerkorps.

## Comandantes
| Comandante                             | Data                                            |
| -------------------------------------- | ----------------------------------------------- |
| Generalleutnant Josef Schmid           | 15 de Setembro de 1943 - 30 de Novembro de 1944 |
| Generalleutnant Joachim-Friedrich Huth | 30 de Novembro de 1944 - 26 de Janeiro de 1945  |

## Chef des Stabes
| ?                 |                                               |
| Obstlt Erich Bode | 7 de Dezembro de 1944 - 26 de Janeiro de 1945 |

## Ordem de Batalha
Controlou as seguintes unidades durante a guerra:
- Verbindungsstaffel/I. Jagdkorps, 8.44 - 1.45
- 1. Jagddivision, 15.9.43 - 26.1.45
- 2. Jagddivision, 15.9.43 - 26.1.45
- 3. Jagddivision, 15.9.43 - 26.1.45
- 7. Jagddivision, 15.9.43 - 26.1.45
- 8. Jagddivision, 15.6.44 - 26.1.45
- 30. Jagddivision, 2.44 - 16.3.44
- Luftnachrichten-Regiment beim I. Jagdkorps